# Тула Лимнејос
Тула Лимнејос (грч. Τούλα Λιμναίος, Toula Limneos; 1963, Атина) је грчка кореографкиња и плесачица. Она је, заједно са композитором Ралфом Р. Олерцом, оснивач и уметнички директор Плесне компаније Туле Лимнејос са седиштем у Плесној сцени – Хала у Берлину (HALLE TANZBÜHNE BERLIN). 

## Живот и рад
По завршетку студија класичног и модерног плеса, Александрове и Лабанове технике, као и студија мизике и плесне педагогије у Бриселу, Тула Лимнејос је као извођач радила са Клаудијом Бернардом и Режин Шопино и била асистент Пијера Друлера. Касније је наставила школовање на Универзитету уметности Фолкванг (Folkwang Hochschule) у Есену, где је студирала заједно са Сузаном Линке, Малуом Ајродом, Жаном Себроном, Луцем Форстером и Домиником Мерсијем. Убрзо је постала члан Плесног студија Фолкванг, који је био под уметничком директивом Пине Бауш. Лимнејос је стекла име као извођач живих импровизација са музичарима Конијем Беуером и Петером Ковалдом, са којима је основала Дуо лендскејпс.
Године 1996. године, у Бриселу, основала је Плесну компанију Туле Лимнејос са којом је гостовала на позорницама широм, не само Немачке, већ и Африке, Белгије, Бразила, Литваније, Летоније, Данске, Еквадора, Француске, Ирске, Италије, Шпаније, Аустрије, Пољске, Венецуеле итд. 
Поред управљања ансамблом, Лимнејос ради као гостујући кореограф у Позоришту Оснабрик (Theater Osnabrück) и Акедемији за сценске уметности у Франкфурту на Мајни (Hochschule für Darstellende Künste Frankfurt/Main). У периоду од 2007. до 2008. године била је гостујући професор на Академији за глуму Ернст Буш (Hochschule für Schauspielkunst Ernst Busch) у Берлину. 
Тула Лимејос спада у ред најистакнутијих фигура немачке плесне сцене.